# Dekanat Malbork II
Dekanat Malbork II – jeden z 21 dekanatów w rzymskokatolickiej diecezji elbląskiej. Powstał 3 sierpnia 1986 roku z podziału dekanatu Nowy Staw w diecezji gdańskiej jako dekanat malborski. Od 25 marca 1992 roku dekanat Malbork II jest częścią diecezji elbląskiej.

## Parafie
W skład dekanatu wchodzi 7 parafii:
- Parafia św. Józefa – Malbork-Kałdowo
- Parafia Matki Bożej Wniebowzięcia – Kończewice
- Parafia św. Apostołów Piotra i Pawła – Mątowy Wielkie
- Parafia św. Michała Archanioła – Miłoradz
- Parafia św. Mikołaja – Pogorzała Wieś
- Parafia św. Jerzego – Stara Kościelnica
- Parafia św. Floriana – Szymankowo

## Dziekani dekanatu Malbork II
- 1986 – 1987 – ks. kanonik Jerzy Pobłocki, proboszcz parafii św. Jerzego w Starej Kościelnicy
- 1987 – 2001 – ks. kanonik Stanisław Gruca, proboszcz parafii św. Floriana w Szymankowie
- 2001 – 2007 – ks. mgr Andrzej Starczewski, proboszcz parafii św. Michała Archanioła w Miłoradzu
- 2007 – 2017 – ks.kan. dr Ryszard Milewski, proboszcz parafii Matki Bożej Wniebowzięcia w Kończewicach
- 2017 – 2018 – ks. mgr Radosław Klein, proboszcz parafii św. Mikołaja w Pogorzałej Wsi
- od 2018 – ks. mgr Sylwester Ziemann, proboszcz parafii św. Michała Arch. w Miłoradzu i św. Piotra i Pawła w Mątowach Wlk.

## Historia
- 1 września 1988 roku erygowano parafię Chrystusa Króla w Piekle, która 25 marca 1992 została włączona do dekanatu Sztum.

## Sąsiednie dekanaty
Gniew (diec. pelplińska), Malbork I, Nowy Staw, Sztum, Tczew (diec. pelplińska)